# NGC 608
NGC 608 is een spiraalvormig sterrenstelsel in het sterrenbeeld Driehoek. Het hemelobject werd op 22 november 1827 ontdekt door de Britse astronoom John Herschel.

## Synoniemen
- PGC 5913
- UGC 1135
- MCG 5-4-73
- ZWG 502.117
- KCPG 38A